# Liga Premier de Armenia 2023-24
La Liga Premier de Armenia 2023-24 fue la edición número 32 de la Liga Premier de Armenia. La temporada comenzó el 29 de julio de 2023 y terminó el 26 de mayo de 2024.

## Ascensos y descensos
| Pos. | Descendidos de la Liga Premier de Armenia 2022-23 |
| ---- | ------------------------------------------------- |
| 10.º | Lernayin Artsakh                                  |

| Pos. | Ascendidos de la Primera Liga de Armenia 2022-23 |
| ---- | ------------------------------------------------ |
| 1.º  | West Armenia                                     |

## Sistema de competición
Los diez equipos participantes jugaron entre sí todos contra todos cuatro veces totalizando 36 partidos cada uno, al término de la jornada 36, el primer clasificado se coronó campeón y se clasificó a la primera ronda de la Liga de Campeones 2024-25, mientras que el segundo y el tercer clasificado obtuvieron un cupo para la primera ronda de la Liga Europa Conferencia de la UEFA 2024-25. El último clasificado descendió a la Primera Liga de Armenia 2024-25.
Un cupo para la segunda ronda de la Liga Europa Conferencia de la UEFA 2023-24 fue asignado al campeón de la Copa de Armenia.

## Equipos participantes
Para esta temporada el recién ascendido West Armenia se trasladó de Ashtarak a Ereván, mientras que el Noah abandonó la capital para pasar a jugar en Abovyan.
| Equipo         | Ciudad       | Estadio                      | Capacidad |
| -------------- | ------------ | ---------------------------- | --------- |
| Alashkert      | Ereván       | Nairi                        | 6850      |
| Ararat         | Ereván       | Republicano Vazgen Sargsyan  | 14 986    |
| Ararat-Armenia | Ereván       | Academia de Futbol de Ereván | 1428      |
| BKMA           | Ereván       | Academia de Futbol de Ereván | 1428      |
| Noah           | Abovyan      | Ciudad de Abovyan            | 3100      |
| Shirak         | Gyumri       | Gyumri City                  | 4000      |
| Pyunik         | Ereván       | Junior Sport                 | 1000      |
| Urartu         | Ereván       | Urartu Stadium               | 4860      |
| Van            | Charentsavan | Charentsavan City            | 5000      |
| West Armenia   | Ereván       | Junior Sport                 | 1000      |

## Desarrollo

### Tabla de posiciones
| Pos. | Equipo         | Pts. | PJ | G  | E  | P  | GF | GC | Dif. | Clasificación 2024-25                    |
| ---- | -------------- | ---- | -- | -- | -- | -- | -- | -- | ---- | ---------------------------------------- |
| 1    | Pyunik (C)     | 82   | 36 | 24 | 10 | 2  | 84 | 28 | +56  | Primera ronda de Liga de Campeones       |
| 2    | Noah           | 80   | 36 | 26 | 2  | 8  | 69 | 33 | +36  | Primera ronda de Liga Europa Conferencia |
| 3    | Ararat-Armenia | 75   | 36 | 23 | 6  | 7  | 73 | 34 | +39  | Segunda ronda de Liga Europa Conferencia |
| 4    | Urartu         | 50   | 36 | 13 | 11 | 12 | 49 | 49 | 0    | Primera ronda de Liga Europa Conferencia |
| 5    | Alashkert      | 45   | 36 | 13 | 6  | 17 | 54 | 56 | −2   |                                          |
| 6    | Ararat         | 45   | 36 | 13 | 6  | 17 | 39 | 50 | −11  |                                          |
| 7    | West Armenia   | 37   | 36 | 11 | 4  | 21 | 43 | 73 | −30  |                                          |
| 8    | Shirak         | 33   | 36 | 8  | 9  | 19 | 28 | 46 | −18  |                                          |
| 9    | Van            | 32   | 36 | 8  | 8  | 20 | 32 | 67 | −35  |                                          |
| 10   | BKMA           | 27   | 36 | 7  | 6  | 23 | 32 | 67 | −35  |                                          |

Actualizado a los partidos jugados el 26 de mayo de 2024.
 Fuente: Soccerway
Criterios de clasificación: Puntos · Enfrentamientos directos · Partidos ganados · Diferencia de goles · Goles a favor · Puntos fair-play · Play-off.
Notas:
1. ↑  El Ararat-Armenia se clasificó a la Liga Europa Conferencia de la UEFA como campeón de la Copa de Armenia 2023-24
2. ↑  El BKMA continuó en la categoría por una expansión en el número de equipos participantes para la siguiente temporada

### Resultados
| Local \ Visitante | ALA | ARA | FCA | BKM | NOA | SHI | PYU | URA | VAN | WES |
| ----------------- | --- | --- | --- | --- | --- | --- | --- | --- | --- | --- |
| Alashkert         | —   | 2–1 | 1–1 | 1–0 | 3–1 | 0–0 | 0–2 | 4–2 | 0–0 | 2–0 |
| Ararat            | 0–1 | —   | 1–3 | 0–2 | 0–2 | 2–1 | 0–5 | 1–1 | 2–1 | 1–0 |
| Ararat-Armenia    | 3–1 | 2–1 | —   | 4–1 | 4–3 | 2–0 | 1–2 | 1–2 | 3–0 | 4–0 |
| BKMA              | 0–4 | 2–0 | 1–1 | —   | 1–0 | 1–3 | 1–4 | 1–2 | 7–1 | 0–4 |
| Noah              | 4–2 | 3–0 | 1–0 | 3–0 | —   | 4–0 | 0–1 | 2–0 | 1–0 | 5–1 |
| Shirak            | 2–3 | 1–2 | 1–3 | 0–1 | 0–2 | —   | 1–1 | 0–2 | 2–0 | 0–0 |
| Pyunik            | 3–1 | 1–1 | 1–1 | 3–0 | 3–1 | 1–0 | —   | 3–1 | 6–0 | 3–0 |
| Urartu            | 1–0 | 2–1 | 2–1 | 2–1 | 1–0 | 2–2 | 1–1 | —   | 3–1 | 1–2 |
| Van               | 2–1 | 1–2 | 0–2 | 1–2 | 0–2 | 1–0 | 0–5 | 2–2 | —   | 4–1 |
| West Armenia      | 1–4 | 0–2 | 1–4 | 1–0 | 2–4 | 2–4 | 2–3 | 2–5 | 2–0 | —   |

| Local \ Visitante | ALA | ARA | FCA | BKM | NOA | SHI | PYU | URA | VAN | WES |
| ----------------- | --- | --- | --- | --- | --- | --- | --- | --- | --- | --- |
| Alashkert         | —   | 2–1 | 1–3 | 0–0 | 0–2 | 2–3 | 1–1 | 0–2 | 0–1 | 1–2 |
| Ararat            | 1–3 | —   | 0–1 | 1–0 | 0–1 | 2–0 | 0–1 | 0–0 | 1–1 | 1–0 |
| Ararat-Armenia    | 2–1 | 2–1 | —   | 4–1 | 0–1 | 1–1 | 3–1 | 2–0 | 0–2 | 1–1 |
| BKMA              | 0–6 | 1–3 | 0–1 | —   | 0–2 | 0–0 | 0–3 | 2–0 | 0–0 | 1–1 |
| Noah              | 2–1 | 4–3 | 2–1 | 1–0 | —   | 1–0 | 1–1 | 1–1 | 3–1 | 3–1 |
| Shirak            | 2–0 | 0–1 | 0–1 | 1–0 | 1–0 | —   | 0–1 | 1–0 | 0–0 | 1–2 |
| Pyunik            | 2–1 | 2–2 | 2–2 | 3–1 | 3–0 | 1–1 | —   | 5–0 | 3–1 | 2–1 |
| Urartu            | 6–1 | 1–1 | 1–3 | 2–1 | 0–1 | 0–0 | 1–1 | —   | 1–1 | 1–2 |
| Van               | 2–3 | 0–2 | 0–5 | 2–2 | 0–1 | 4–0 | 1–0 | 1–1 | —   | 1–0 |
| West Armenia      | 1–1 | 1–2 | 0–1 | 3–2 | 2–5 | 1–0 | 1–4 | 1–0 | 2–0 | —   |

## Goleadores
Actualizado el 26 de mayo de 2024.
| Pos. | Jugador               | Equipo         | Goles |
| ---- | --------------------- | -------------- | ----- |
| 1    | Artur Miranyan        | Noah           | 23    |
| 2    | Yusuf Otubanjo        | Pyunik         | 21    |
| 3    | Mohamed Yattara       | Ararat-Armenia | 18    |
| 4    | Tenton Yenne          | Ararat-Armenia | 16    |
| 5    | Levan Kutalia         | Alashkert      | 12    |
| 5    | Hovhannes Harutyunyan | Pyunik         | 12    |